# ラ・ディアボリカ
ラ・ディアボリカ（La Diabólica、1965年9月28日 - ）は、メキシコ・メキシコシティ出身の女子プロレスラー。本名はマリア・テレサ・サンチェス・ペレス。AAA所属。「ディアボリカ」はスペイン語で「悪魔」を意味し、覆面のルーダとして活動。

## 来歴
1986年6月、ベラクルスでパンテラ・スレーニャ&イルマ・アギラール戦で「La Diabólica del Caribe」としてデビュー（パートナーはマルタ・ビジャロボス）。まもなくリングネームを「ラ・ディアボリカ」に縮められた。
1990年、CMLLに入団しメキシコ州女子王座獲得。
同年7月、エステル・モレノとともに全日本女子プロレスに初来日。
1993年10月10日、ソチ浜田からCMLL王座を奪取。しかし翌年7月30日、レイナ・フブキに敗れ陥落。
その後再来日。レディ・アパッチェとともにユニバーサル・プロレスリングやWARにも参戦。全女では1995年の第100代WWWA世界タッグ王座決定トーナメントにアパッチェと組んで出場。同年にはWWFにスポット参戦し、ベルサ・フェイが持つWWF女子王座にも挑戦した。
1996年11月、フブキが返上したCMLL王座の決定トーナメント1回戦でチャパリータASARIと対戦するも敗退。
その後、レイ・ブカネロと結婚するも離婚。AAAに移籍した。

## 獲得タイトル
- メキシコ州王座
- CMLL世界女子王座
- CMLL日本女子王座
- メキシコ女子王座

## 得意技
トペ・コンヒーロ
こうもり吊り
パワーボム